# Tenille van der Merwe
Tenille van der Merwe (* 13. Mai 1987 in Parys als Tenille Swartz) ist eine ehemalige südafrikanische Squashspielerin.

## Karriere
Tenille van der Merwe begann ihre professionelle Karriere im Jahr 2006 und gewann zwei Titel auf der WSA World Tour. Ihre höchste Platzierung in der Weltrangliste erreichte sie mit Rang 28 im April 2008. Mit der südafrikanischen Nationalmannschaft nahm sie 2004, 2006 und 2010 an der Weltmeisterschaft teil. Zudem gehörte sie 2005 zum Aufgebot bei den World Games sowie 2006 bei den Weltmeisterschaften im Doppel und Mixed und den Commonwealth Games. Im Einzel stand sie 2006 und 2010 im Hauptfeld der Weltmeisterschaft, wo sie beide Male in der ersten Runde ausschied. Zwischen 2005 und 2011 wurde sie fünfmal südafrikanische Landesmeisterin. 2011 wurde sie außerdem im Einzel Afrikameisterin. Im Dezember 2011 beendete sie ihre Karriere.

## Erfolge
- Afrikameisterin: 2011
- Gewonnene WSA-Titel: 2
- Südafrikanischer Meister: 5 Titel (2005–2007, 2009, 2011)